# Dimítar Zlatanov
Dimítar Zlatanov   (Ihtiman, 9 de novembre de 1948) és un jugador de voleibol búlgar, ja retirat, que va competir entre les dècades de 1960 i 1980. És considerat un dels millors jugadors de tots els temps.
Durant la seva carrera esportiva va prendre part en tres edicions dels Jocs Olímpics d'Estiu, el 1972, 1976 i 1980. El 1968, a Ciutat de Mèxic, fou sisè, el 1972, a Munic, quart, mentre el 1980, a Moscou, guanyà la medalla de plata.
En el seu palmarès també destaca una medalla de plata en el Campionat del Món de voleibol de 1970.
A nivell de clubs va jugar al CSKA de Sofia, amb qui va guanyar vuit campionats nacionals. El 2007 va ser inclòs al Saló de la Fama Internacional del Voleibol.